# Challenger de Happy Valley 2015
El City of Onkaparinga ATP Challenger 2015 era un torneo de tenis profesional jugado en canchas duras. Fue la primera edición del torneo que fue parte de la ATP Challenger Tour 2015. Tuvo lugar en Happy Valley, Australia entre 3 a 11 de enero de 2015.

## Jugadores participantes del cuadro de individuales

### Cabezas de serie
| Favorito | País                      | Jugador              | Rank1 | Posición en el torneo |
| -------- | ------------------------- | -------------------- | ----- | --------------------- |
| 1        | Bandera de Eslovenia      | Blaž Rola            | 80    | Segunda ronda         |
| 2        | Bandera de Chipre         | Marcos Baghdatis     | 85    | Final                 |
| 3        | Bandera de Rusia          | Andrey Kuznetsov     | 92    | Cuartos de final      |
| 4        | Bandera de Francia        | Paul-Henri Mathieu   | 97    | Cuartos de final      |
| 5        | Bandera de Ucrania        | Aleksandr Nedovyesov | 129   | Cuartos de final      |
| 6        | Bandera de Japón          | Hiroki Moriya        | 146   | Primera ronda         |
| 7        | Bandera de Estados Unidos | Michael Russell      | 159   | Baja                  |
| 8        | Bandera de Hungría        | Márton Fucsovics     | 162   | Segunda ronda         |

- 1 Se ha tomado en cuenta el ranking del 15 de diciembre de 2014.

### Otros participantes
Los siguientes jugadores recibieron una invitación, por lo tanto ingresan directamente al cuadro principal (WC):
- John-Patrick Smith
- Omar Jasika
- Alex Bolt
- Jordan Thompson

Los siguientes jugadores ingresan al cuadro principal tras disputar el cuadro clasificatorio (Q):
- Andrew Whittington
- Maxime Authom
- Andrew Harris
- Jacob Grills

## Jugadores participantes en el cuadro de dobles

### Cabezas de serie
| Favorito | País                 | Jugador            | País                 | Jugador            | Rank1 | Posición en el torneo |
| -------- | -------------------- | ------------------ | -------------------- | ------------------ | ----- | --------------------- |
| 1        | Bandera de Australia | Alex Bolt          | Bandera de Australia | Andrew Whittington | 216   | Final                 |
| 2        | Bandera de Tailandia | Sanchai Ratiwatana | Bandera de Tailandia | Sonchat Ratiwatana | 230   | Primera ronda         |
| 3        | Bandera de Moldavia  | Radu Albot         | Bandera de Ucrania   | Denys Molchanov    | 316   | Cuartos de final      |
| 4        | Bandera de Alemania  | Philipp Petzschner | Bandera de Alemania  | Tim Puetz          | 378   | Primera ronda         |

- 1 Se ha tomado en cuenta el ranking del 15 de diciembre de 2014.

## Campeones

### Individual masculino
- Ryan Harrison  derrotó en la final a  Marcos Baghdatis, 6-3, 6-2.

### Dobles masculino
- Andrey Kuznetsov /  Aleksandr Nedovyesov derrotaron en la final a  Alex Bolt /  Andrew Whittington por 7–5, 6–4